# Tanya Tucker
Tanya Denise Tucker (Seminole, 10 de octubre de 1958) es una artista country estadounidense que obtuvo su primer éxito con "Delta Dawn" en 1972, a la edad de 13 años.
Tras décadas de éxito, Tucker se convirtió en uno de los pocos niños que maduraron sin perder su audiencia y durante el curso de su carrera ha conseguido varios hits dentro del Top 10 y Top 40.
Cuenta con varios álbumes y nominaciones a premios de la Country Music Association con canciones como el de 1973 "What's Your Mama's Name?" y  "Blood Red and Goin' Down", el de 1975 "Lizzie and the Rainman" o el de 1988 "Strong Enough to Bend".

## Premios y honores
| Año  | Trabajo nominado                         | Premio                                                                              |
| ---- | ---------------------------------------- | ----------------------------------------------------------------------------------- |
| 1972 | Academy of Country Music Awards          | Top New Female Vocalist                                                             |
| 1973 | Music City News Country                  | Most Promising Female Artist of the Year                                            |
| 1981 | Grammy Awards                            | Best Recording for Children; In Harmony A Sesame Street Record (w/ various artists) |
| 1991 | Country Music Association Awards         | Female Vocalist of the Year                                                         |
| 1993 | Academy of Country Music Awards          | Video of the Year; "Two Sparrows In a Hurricane"                                    |
| 1994 | CMT                                      | June Artist of the Month                                                            |
| 1994 | Country Music Association Awards         | Album of the Year; Common Thread: The Songs of the Eagles (con varios artistas)     |
| 1995 | Country Weekly's Golden Pick             | Tomorrows Legend                                                                    |
| 1997 | CMT                                      | Artista del mes en marzo                                                            |
| 2002 | CMT's 40 Greatest Women of Country Music | Ranking — #20                                                                       |
| 2020 | Grammy Awards                            | Best Country Song; Bring My Flowers Now                                             |

## Discografía
- Discografía (álbumes)
- Discografía (singles)